# Inversarea matricilor
În algebra liniară, o matrice pătrată A n × n se numește inversabilă (sau nesingulară sau nedegenerată), dacă exisă o matrice pătrată B n × n astfel încât
{\displaystyle \mathbf {AB} =\mathbf {BA} =\mathbf {I} _{n}}
unde In este matricea unitate n × n, iar înmulțirea se face după regula obișnuită a înmulțirii matricilor. În acest caz matricea B este determinată în mod unic de A, și este numită inversa lui A, notată A−1. Inversarea unei matrice este procesul de calcul al matricei B.

## Definiție
Matricea {\displaystyle \mathbf {A} } de {\displaystyle n\times n} se numește inversabilă dacă și numai dacă aceasta este nesingulară și există o altă matrice {\displaystyle \mathbf {A} ^{-1}} de {\displaystyle n\times n} astfel încât produsul lor să fie matricea unitate ({\displaystyle \mathbf {I} _{n}}), mai exact
{\displaystyle \mathbf {A} ^{-1}\mathbf {A} =\mathbf {A} \mathbf {A} ^{-1}=\mathbf {I} _{n}}
O matrice pătrată {\displaystyle \mathbf {A} } este nesingulară respectiv singulară dacă determinantul matricei {\displaystyle \mathbf {A} } este nenul ({\displaystyle \det \mathbf {A} \neq 0}) respectiv nul ({\displaystyle \det \mathbf {A} =0}).

## Calculul inversei unei matrice

### Inversa unei matrice 2×2
Inversa unei matrice {\displaystyle 2\times 2} se calculează în felul următor:
{\displaystyle \mathbf {A} ^{-1}={\begin{bmatrix}a&b\\c&d\\\end{bmatrix}}^{-1}={\frac {1}{\det \mathbf {A} }}{\begin{bmatrix}\,\,\,d&\!\!-b\\-c&\,a\\\end{bmatrix}}={\frac {1}{ad-bc}}{\begin{bmatrix}\,\,\,d&\!\!-b\\-c&\,a\\\end{bmatrix}}}
Unde {\textstyle {\begin{bmatrix}\,\,\,d&\!\!-b\\-c&\,a\\\end{bmatrix}}}se mai notează cu {\displaystyle A^{*}}.
Metoda Cayley-Hamilton dă următoarea formula:
{\displaystyle \mathbf {A} ^{-1}={\frac {1}{\det \mathbf {A} }}\left[\left(\operatorname {tr} \mathbf {A} \right)\mathbf {I} -\mathbf {A} \right]}
unde {\displaystyle \operatorname {tr} \mathbf {A} } este suma elementelor de pe diagonala principală din {\displaystyle \operatorname {tr} \mathbf {A} }, numită urma unei matrice (din engleză trace)

### Inversa unei matrice 3×3
Modul de calcul a inversei unei matrice {\displaystyle 3\times 3} este asemănător cu cel anterior de {\displaystyle 2\times 2}, întrucât:
{\displaystyle \mathbf {A} ^{-1}={\begin{bmatrix}a&b&c\\d&e&f\\g&h&i\\\end{bmatrix}}^{-1}={\frac {1}{\det(\mathbf {A} )}}{\begin{bmatrix}\,A&\,B&\,C\\\,D&\,E&\,F\\\,G&\,H&\,I\\\end{bmatrix}}^{\mathrm {T} }={\frac {1}{\det(\mathbf {A} )}}{\begin{bmatrix}\,A&\,D&\,G\\\,B&\,E&\,H\\\,C&\,F&\,I\\\end{bmatrix}}}
(A nu se confunda scalarul {\displaystyle A} cu matricea {\displaystyle \mathbf {A} })
Unde elementele din cea de-a doua matrice (din nou des notată cu {\displaystyle A^{*}}) sunt calculate în felul următor:
{\displaystyle {\begin{alignedat}{6}A&={}&(ei-fh),&\quad &D&={}&-(bi-ch),&\quad &G&={}&(bf-ce),\\B&={}&-(di-fg),&\quad &E&={}&(ai-cg),&\quad &H&={}&-(af-cd),\\C&={}&(dh-eg),&\quad &F&={}&-(ah-bg),&\quad &I&={}&(ae-bd).\\\end{alignedat}}}
Se observă că scalarul {\displaystyle A} este determinantul matricei formate prin îndepărtarea din matricea {\displaystyle \mathbf {A} } a coloanei și a rândului ce îl conțineau pe {\displaystyle a}, împreună cu semnul său (elementele de pe diagonale având semnul „+”, iar celelalte „−”).
Relația Cayley-Hamilton aferentă matricilor de {\displaystyle 3\times 3} este următoarea:
{\displaystyle \mathbf {A} ^{-1}={\frac {1}{\det(\mathbf {A} )}}\left({\frac {1}{2}}\left[(\operatorname {tr} \mathbf {A} )^{2}-\operatorname {tr} \mathbf {A} ^{2}\right]\mathbf {I} -\mathbf {A} \operatorname {tr} \mathbf {A} +\mathbf {A} ^{2}\right)}